# کیران مک‌مینامین
کیران مک‌مینامین (به انگلیسی: Ciarán McMenamin) (زادهٔ ۱ اکتبر ۱۹۷۵) بازیگر اهل ایرلند شمالی است.
از کارهای معروف او می‌توان به بازی در فیلم برای پایان دادن به تمام جنگ‌ها اشاره کرد.

## فیلم‌شناسی
فهرست برخی از فیلم‌هایی که کیران مک‌مینامین در آن‌ها به ایفای نقش پرداخته است:
- سنگر-۱۹۹۹
- دیوید کاپرفیلد-۱۹۹۹
- برای پایان دادن به تمام جنگ‌ها-۲۰۰۱
- یکشنبه-۲۰۰۲
- ملکه بالیوود-۲۰۰۲
- رانده‌شده-۲۰۱۰
- دوران کهن-۲۰۱۱
- مرگ در بهشت-۲۰۱۱
- اونا-۲۰۱۶